# لي يوليوس
لي يوليوس (بالإنجليزية: Leigh Julius) هو عداء سريع جنوب أفريقي، ولد في 25 مارس 1985.

## وصلات خارجية
- لي يوليوس على موقع الاتحاد الدولي لألعاب القوى (الإنجليزية)
- لي يوليوس على موقع اللجنة الأولمبية الدولية (الإنجليزية)
- لي يوليوس على موقع أوليمبيديا (الإنجليزية)
- لي يوليوس على موقع اتحاد ألعاب الكومنولث (مؤرشف) (الإنجليزية)